# Carbonaat

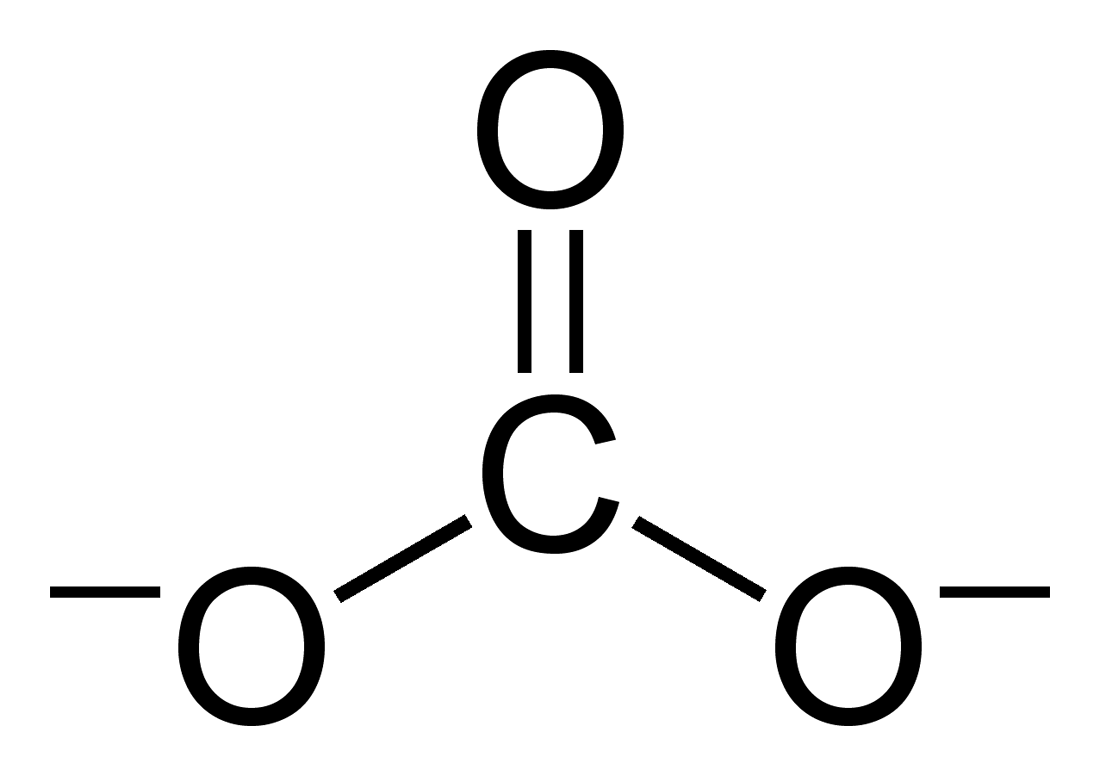
Structuurformule van het carbonaatanion.

Een carbonaat is een (polyatomisch) anion van koolstof en zuurstof, met als brutoformule CO32−. Een carbonaat is een zout of ester van diwaterstofcarbonaat (koolzuur).

## Structuur
Het carbonaatanion bezit een trigonaal planaire moleculaire geometrie, aangezien het centrale koolstofatoom sp2-gehybridiseerd is. Door de aanwezigheid van formele ladingen op twee van de drie zuurstofatomen, zijn drie resonantiestructuren mogelijk:
De drie koolstof-zuurstofbindingen zijn even lang.

## Eigenschappen
Carbonaten zijn meestal vaste stoffen doordat de ionaire binding zo sterk is dat een kristalstructuur wordt gevormd. De meeste carbonaten zijn kleur- en reukloos. Met uitzondering van de carbonaten van alkalimetalen zijn de carbonaten slecht oplosbaar in water. Het carbonaat dat het meeste voorkomt in de aardkorst is calciumcarbonaat.
Andere voorbeelden van carbonaten zijn natriumcarbonaat, zilvercarbonaat en lood(II)carbonaat.